# Gösta Arvidsson (författare)
Gösta Arvidsson, född 10 januari 1947, är en svensk författare, född och uppvuxen i Gustavsberg och med ett starkt intresse för porslinsfabriken och samhället omkring den. 
Gösta Arvidsson blev Gustavsbergs Porslinsmuseums förste ordförande, då KF fortfarande ägde de keramiska samlingarna. Då dessa skänktes till Nationalmuseum 2001 och driften övertogs av nybildade Keramiskt Centrum i Gustavsberg Aktiebolag blev Gösta Arvidsson dess styrelseordförande. Han kvarstod som sådan tills driften övertogs av Värmdö kommuns kulturförvaltning 2003. Sedan 2017 är han hedersmedlem i Porslinsmuseets vänner.
Gösta Arvidsson har en fil kand i konst- teater- och litteraturvetenskap. Han har under åren varit verksam som skribent inom kulturområdet. Under senare år har han även skrivit böcker om konst och kultur, kulturpersonligheter samt svenskt restaurangliv.
Han är son till porslinsmålaren och skribenten Edla Sofia Arvidsson, och har adoptivdottern Malin Arvidsson.